# Рагуза
Рагуза, Раґуза (італ. Ragusa, сиц. Rausa) — місто та муніципалітет в Італії, у регіоні Сицилія, столиця провінції Рагуза.
Рагуза розташована на відстані близько 590 км на південь від Рима, 180 км на південний схід від Палермо.
Населення — 73 030 осіб (2014).

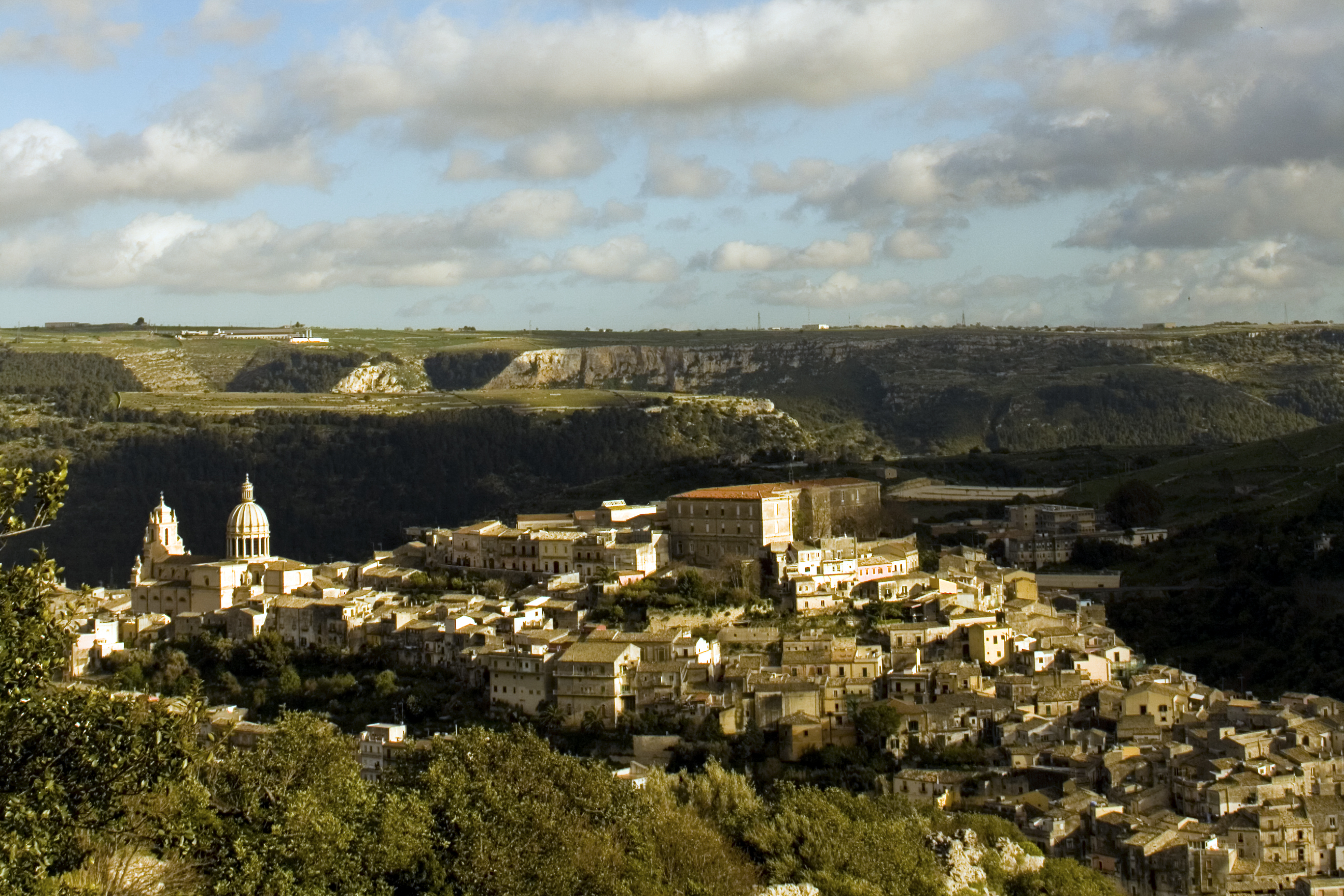

Щорічний фестиваль відбувається 29 серпня. Покровитель — святий Іван Хреститель.

## Демографія
Населення за роками:

Станом на 1 січня 2023 року в муніципалітеті офіційно проживало 6299 іноземців з 107 країн, серед них 1229 громадян країн Євросоюзу та 71 громадянин України.

## Клімат
| Місяці           | Місяці | Місяці | Місяці | Місяці | Місяці | Місяці | Місяці | Місяці | Місяці | Місяці | Місяці | Місяці | Пора  | Пора  | Пора | Пора  | Рік  |
| Місяці           | Січ    | Лют    | Бер    | Кві    | Тра    | Чер    | Лип    | Сер    | Вер    | Жов    | Лис    | Гру    | Зим   | Вес   | Літ  | Осі   | Рік  |
| ---------------- | ------ | ------ | ------ | ------ | ------ | ------ | ------ | ------ | ------ | ------ | ------ | ------ | ----- | ----- | ---- | ----- | ---- |
| Темп. макс. (°C) | 9.1    | 7.7    | 13.4   | 15.0   | 22.6   | 25.4   | 29.6   | 27.3   | 24.7   | 20.0   | 15.6   | 11.2   | 9.3   | 17    | 27.4 | 20.1  | 18.5 |
| Темп. сер. (°C)  | 6.2    | 4.8    | 9.6    | 11.2   | 17.7   | 21.1   | 24.6   | 22.6   | 20.6   | 16.9   | 12.4   | 8.2    | 6.4   | 12.8  | 22.8 | 16.6  | 14.7 |
| Темп. мін. (°C)  | 3.4    | 2.0    | 5.7    | 7.5    | 12.9   | 16.8   | 19.7   | 17.8   | 16.6   | 13.8   | 9.2    | 5.3    | 3.6   | 8.7   | 18.1 | 13.2  | 10.9 |
| Опади (мм)       | 96.6   | 71.1   | 53.8   | 48.3   | 21.2   | 9.7    | 10.2   | 20.1   | 46.5   | 77.1   | 78.2   | 113.2  | 280.9 | 123.3 | 40   | 201.8 | 646  |

## Сусідні муніципалітети
- К'ярамонте-Гульфі
- Комізо
- Джарратана
- Модіка
- Монтероссо-Альмо
- Санта-Кроче-Камерина
- Шиклі
- Вітторія
- Розоліні